# Casino Figueira
Das Casino Figueira, auch Casino da Figueira da Foz (früher auch Casino Peninsular), ist eine Spielbank im portugiesischen Badeort Figueira da Foz.

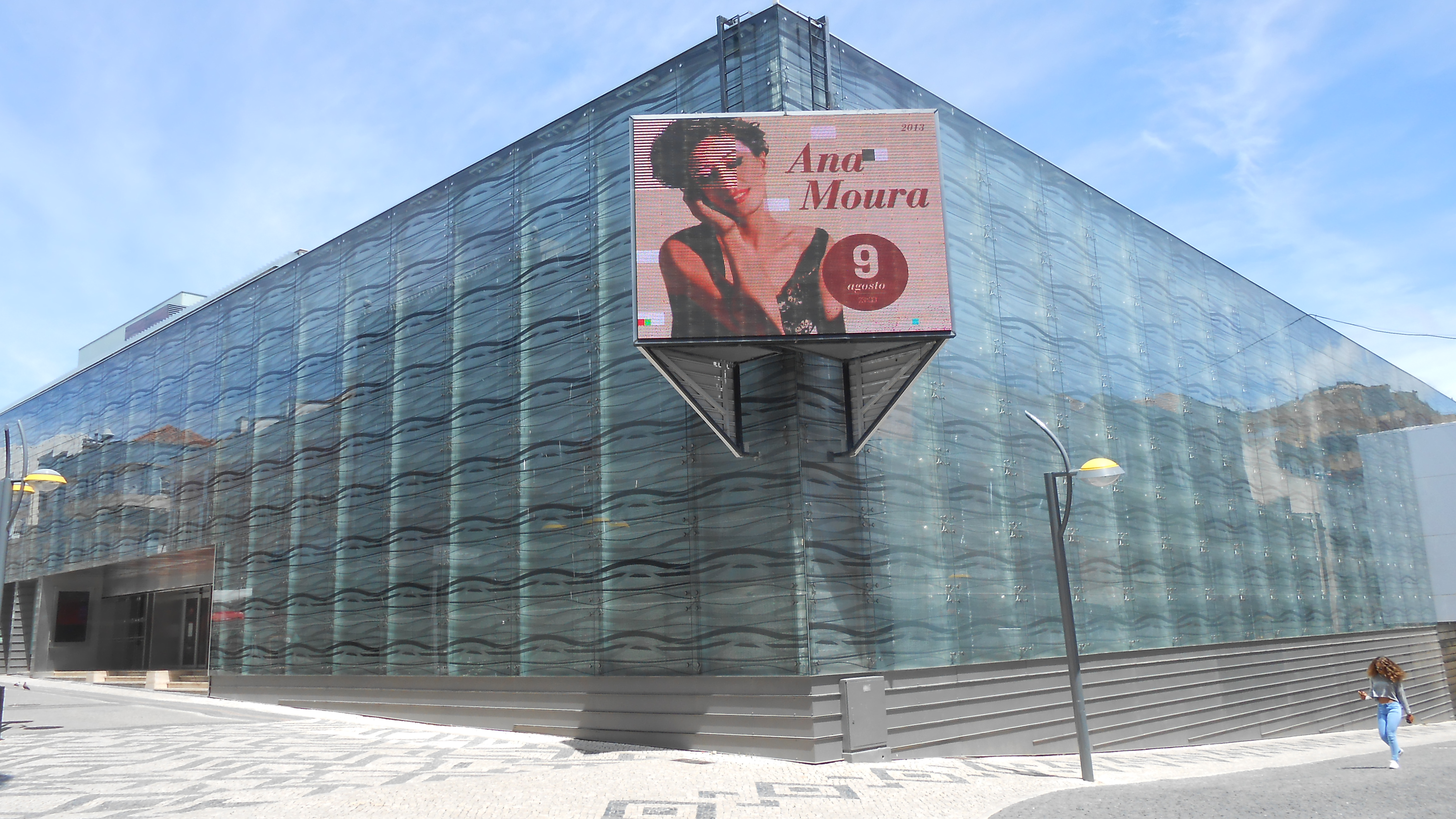
Das Casino Figueira, mit LED-Werbung für ein Ana-Moura-Konzert

## Geschichte
Es wurde 1884 gegründet, als Nachfolger des vorher am gleichen Ort bestehenden Teatro Circo Saraiva de Carvalho. Das Casino erhielt 1928 erstmals eine Spielkonzession. Es ist somit eines der ältesten Spielkasinos der Iberischen Halbinsel. 1970 kamen die ersten Slot-Machines hinzu.
Bis zum umfangreichen, 10 Millionen Euro teuren und 300 Tage dauernden Umbau 2002/2003 besaß das Casino auch Kinosäle, in denen das von 1972 bis 2002 veranstaltete internationale Filmfestival von Figueira da Foz stattfand, eines der ältesten portugiesischen Filmfestivals.
Im Casino Figueira fanden seit je her regelmäßig Kulturveranstaltungen statt. So gibt es Konzerte und Darbietungen verschiedenster Künstler, auch Tanzshows oder öffentliche Diskussionsveranstaltungen, beispielsweise mit Mário Soares. Unter den Konzerten waren Gastspiele von Joaquín Cortés, Carlos do Carmo, Georges Moustaki, Cesária Évora, Ivan Lins, Manhattan Transfer, oder auch Mayra Andrade und weitere. Auch Vorausscheidungs-Festivals zum Festival da Canção fanden hier statt. So gewann hier 1988 der spätere Vertreter Portugals beim Festival da Canção 1988, die Sängerin Dora. Der heute populäre Unterhaltungssänger Tony Carreira begann seine Karriere mit seinem ersten öffentlichen Auftritt bei derselben Veranstaltung 1988 im Casino Figueira.
Im Casino Figueira fanden immer wieder Preisverleihungsgalas, Tanz- und Gesangswettbewerbe, und andere überregionale Veranstaltungen statt, etwa im Mai 2012 die Verleihung der portugiesischen Wissenschaftspreise. Auch der vom öffentlich-rechtlichen Fernsehen RTP gesendete, internationale Kinder-Gesangswettbewerb Gala dos Pequenos Cantores (1979–2001 ausgetragen) wurde im Casino Figueira veranstaltet.
1990 wurde die Amorim-Gruppe Mehrheitseigner am bisherigen Besitzer Sociedade Figueira Praia, und ist inzwischen Eigentümer des Unternehmens und Betreiber des Casinos.

## Betrieb
Im Casino werden klassische Spiele am Tisch angeboten, wie Roulette, Black Jack u. a. Das Casino Figueira ist einer der Austragungsorte für landesweite Pokerturniere. Auch eine Halle mit Slot Machines steht den Besuchern offen. Ein Restaurant und eine Piano Bar werden ebenfalls betrieben. Es werden täglich Konzerte portugiesischer und internationaler Künstler veranstaltet, im großen Veranstaltungssaal oder in der Bar. Das Casino hat täglich von 16.00 bis 4.00 Uhr geöffnet.
Das Casino Figueira gehört durch seine jahrelangen und vielfältigen Veranstaltungen zu den kulturellen Attraktion der westlichen Região Centro.